# Paroisse Sainte-Olga d'Oslo

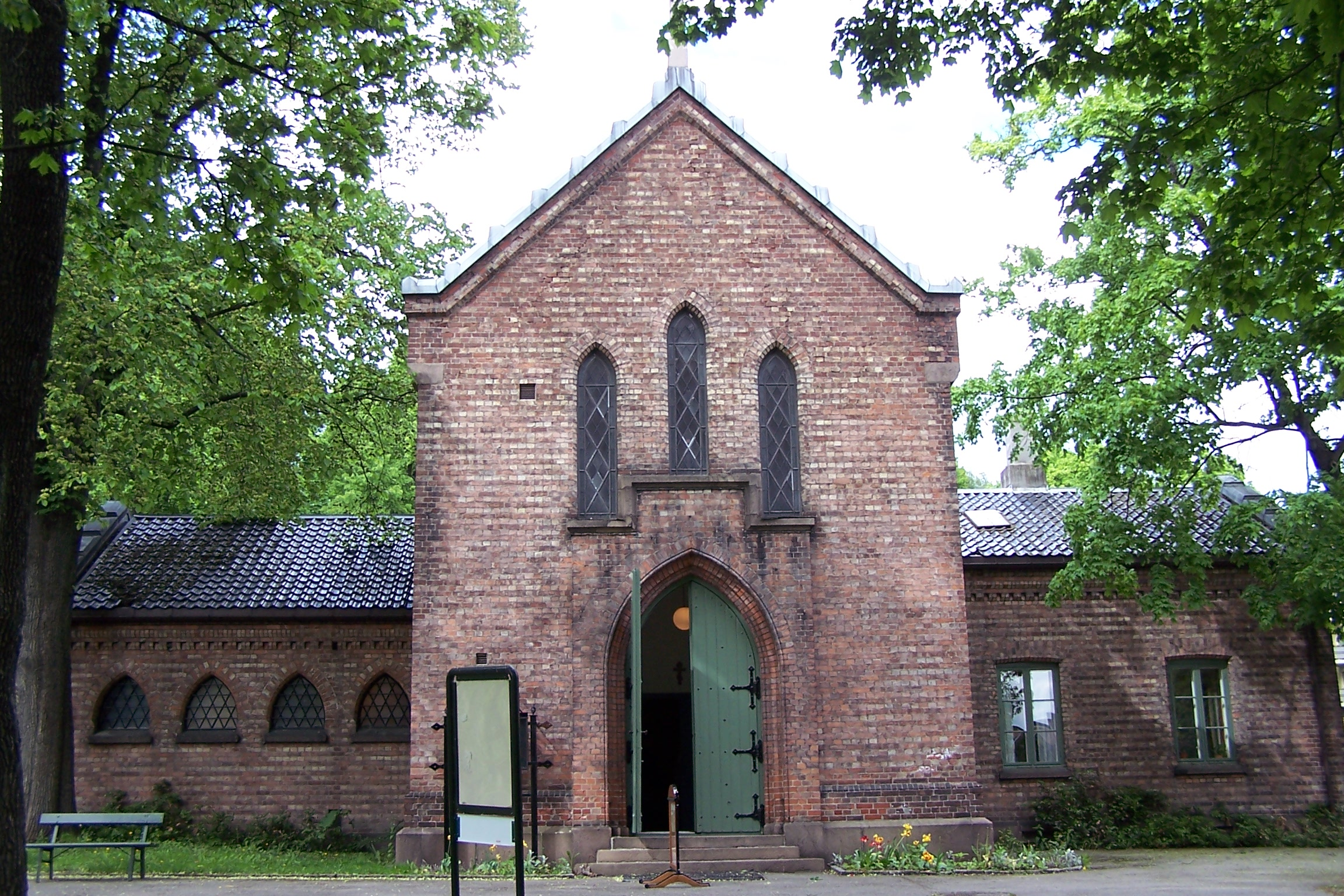
Vue de la chapelle de Notre-Sauveur

La paroisse Sainte-Olga est une paroisse orthodoxe russe fondée en 1996 et dépendant du patriarcat de Moscou dont le lieu de culte se situe depuis 2003 à l'ancienne chapelle luthérienne du cimetière de Notre-Sauveur d'Oslo (Akersveien), après s'être réunie dans des appartements privés. En 2012, la communauté paroissiale comprenait 2 300 fidèles. La communauté orthodoxe russe est en augmentation depuis les années 1990 en Norvège. Celle-ci est ouverte également à des fidèles d'autres origines.

## Source
- (no) Cet article est partiellement ou en totalité issu de l’article de Wikipédia en norvégien intitulé « Den apostel-like fyrstinne hellige Olga menighet i Oslo » (voir la liste des auteurs).